# Bruno Quadros
Bruno Quadros (sinh ngày 3 tháng 2 năm 1977) là một cầu thủ bóng đá người Brasil.

## Sự nghiệp câu lạc bộ
Bruno Quadros đã từng chơi cho Cerezo Osaka, Consadole Sapporo và FC Tokyo.